# 字纹弓蟹
字纹弓蟹（学名：Varuna litterata）为弓蟹科弓蟹属的动物。分布于日本、圣诞岛、新加坡、泰国、印度、马达加斯加、非洲东岸、台湾岛以及中国大陆的广东、海南岛、西沙群岛、福建、浙江等地，生活环境为海水，一般生活于河口半咸水地区、又可到离河口不远的淡水中，有时爬在海边漂浮的木材上。